# Salvatore Babones
Salvatore Babones (ur. 5 października 1969 w New Jersey) – amerykański socjolog, profesor University of Sydney, specjalista w dziedzinie ekonomii, polityki i społeczeństwa Chin i Stanów Zjednoczonych. W swojej pracy naukowej specjalizuje się także w teorii systemów-światów. Autor kilku książek i licznych artykułów, zarówno naukowych, jak i w mediach popularnych (m.in. w Foreign Affairs, Al Jazeera English, Truthout).
Otrzymał doktorat w 2003 z Johns Hopkins University. Od 2003 do 2008 profesor University of Pittsburgh, od 2008 roku profesor University of Sydney. Wykładał gościnnie na Nanyang Technological University i Academia Sinica.

## Publikacje
- Babones S. (2016). Pozycja i mobilność we współczesnej gospodarce-świecie: perspektywa strukturalistyczna, w: T. Zarycki (red.), Polska jako peryferie, Warszawa: Wydawnictwo Naukowe Scholar. ISBN 978-83-7383-844-4
- Babones, S. (2015). Sixteen for '16: A progressive Agenda for a Better America. Bristol, UK: Policy Press.
- Babones, S. (2014). Methods for Quantitative Macro-Comparative Research. Los Angeles: Sage Publications.
- Esteva, G., Babones, S., Babcicky, P. (2013). The Future of Development: A radical manifesto. Bristol, United Kingdom: Policy Press.
- Babones, S. (2009). The International Structure of Income: Its Implications for Economic Growth. Saarbruecken: VDM Verlag Dr Muller.